# Albert Lambrechts
Albert Lambrechts (Berlaar, 12 januari 1915 - Lier, 3 mei 1988) was een Belgisch brouwer en politicus. Hij was burgemeester van Berlaar.

## Levensloop
Hij was burgemeester van Berlaar van 1965 tot de lokale verkiezingen van 1970. Hij werd opgevolgd door de socialist Jos Houben (BSP) in deze functie. Nadien werd hij schepen.
Hij was de zoon van Jules Lambrechts en de broer van Jozef Lambrechts, beiden ook burgemeester van Berlaar.